# Université de Milan
L'université de Milan (en italien, Università degli Studi di Milano), communément appelée La Statale, est une université italienne située à Milan, héritière d'une université plus ancienne, déjà réputée au XVIIIe siècle.

## Historique
Voulue dès le 30 septembre 1923 dans le cadre d'une réforme universitaire souhaitée par le ministre Gentile, elle ne comprend qu'une seule faculté de Lettres et Philosophie (qui tire son origine d'une Académie scientifique et littéraire qui existait à Milan depuis 1861). Mais dès la convention du 28 août 1924, le maire de Milan, Luigi Mangiagalli qui en sera le premier recteur lui donne les moyens d'ouvrir trois autres facultés, droit, médecine et chirurgie et sciences. Le 8 décembre 1924, la cérémonie d'inauguration se tient au château des Sforza.
L'université est le résultat de l'union de deux institutions de grande tradition d'études médicales, scientifiques et humanistes : l'Accademia Scientifico-Letteraria (Académie scientifique-littéraire), active depuis le 1861, et l'Istituto Clinico di perfezionamento, institué en 1906.
Après la Seconde Guerre mondiale, la Ca' Granda (l’ancien palais de l’Ospedal Maggiore, projeté par l'architecte Filarete en 1456 sur commission de la dynastie Sforza) devient le nouveau siège et le symbole universellement reconnu de l’université. Au cours des années 1950, l'Università degli Studi di Milano compte entre ses professeurs ainsi qu’entre ses élèves de nombreuses personnalités de la culture et de la politique italienne d’après-guerre. Autour de l’Université et des figures d’intellectuels, qui en animaient l’activité culturelle, se rassemblait un milieu très vif et dynamique dans l’horizon national.
Au cours du XXe siècle, l’université de Milan assistera à un extraordinaire développement, qui entraîna une parallèle augmentation du nombre d’étudiants et de professeurs, tout comme une croissante nécessité de structures et d’une diversification des différents pôles universitaires, qui se séparèrent au cours des années 1990, en donnant vie à l’Università degli Studi di Milano, l’Università degli Studi Milano-Bicocca, et l’Università degli Studi dell’Insubria située à Côme et à Varèse.
Actuellement l’Università degli Studi di Milano réunit neuf facultés (Agricole, Pharmacie, Droit, Lettre et Philosophie, Médecine, Vétérinaire, Sciences mathématiques, physiques et naturelles, Sciences du sport, Sciences politiques), avec 134 cursus de formation, 19 écoles doctorales, 92 écoles de spécialisation, 2 500 professeurs et plus de 65 000 étudiants.

## Département de philosophie
Le département de philosophie a été fondé en 1982, grâce à la fusion de deux instituts préexistants : l’Institut d’Histoire de la Philosophie, dirigé par Mario Dal Pra, et l’Institut de Philosophie, dirigé par Corrado Mangione. Au cours des années, ont été professeurs auprès de l’université de Milan Piero Martinetti, Mario Untersteiner, Antonio Banfi, Mario Dal Pra, Ludovico Geymonat, Enzo Paci, Remo Cantoni, Dino Formaggio, parmi eux on compte les majeurs représentants de la culture anti-fasciste milanaise et les fondateurs de la scuola di Milano.
L’actuelle activité de recherche du département de philosophie s’articule autour de quatre champs principaux : histoire de la philosophie, logique et épistémologie, morale, esthétique :
- Le premier champ de recherche est celui de la reconstruction et de l’interprétation historiographique des textes et des mouvements théoriques dans l’histoire de la pensée occidentale. Pour ce qui concerne la philosophie ancienne, il faut signaler spécialement la recherche sur Platon et sur la tradition platonicienne, le commentaire et l’interprétation d’Aristote, et l’histoire de la science ancienne. Dans le cadre de la philosophie du Moyen Âge, sont remarquables les recherches sur la tradition agostinienne, sur les rapports entre philosophie et théologie, avec une référence particulière à la philosophie politique, à la philosophie islamique et à la pensée juive. Les études concernant la pensée moderne abordent la philosophie de la Renaissance, les problématiques d’histoire de la religion et la philosophie politique. L’histoire de la philosophie contemporaine concentre ses intérêts sur Kant et le kantisme, la phénoménologie d’Husserl et Heidegger, le débat ontologique contemporain.
- Le domaine des études de logique et d’épistémologie s’adresse à la sémantique et à la théorie de la référence, pour ce qui concerne les langages naturels, et à la logique, à l’histoire de la logique et aux fondements des mathématiques, pour ce qui concerne les langages formels. Dans ce cadre, les recherches de philosophie des sciences et de philosophie de l’esprit développent les thèmes et les problématiques surgis au cours du XXe siècle dans le champ cognitive, psychologique et épistémologique.
- Dans le cadre de la philosophie morale, les études sont orientées vers les recherches phénoménologiques, autour de la théorie du soi, de l’empathie, de l’intersubjectivité, vers la bioéthique, vers les rapports entre éthique et politique et vers la philosophie de Banfi, Marinetti, Cantoni, Paci et les autres représentants de la « scuola di Milano ».
- Le domaine de l’esthétique embrasse des études de rhétorique et histoire de l’esthétique, avec une attention particulière aux XVIIIe et XIXe siècles, tout comme des recherches de la sphère plus contemporaine : l’esthétique phénoménologique, la théorie de l’image, les théories de la perception, et la philosophie de l’art.

## Publications
Le centre de recherche du département de philosophie promeut, en outre, de nombreuses revues, des projets de recherche et des associations :
Revues
- Informatica Umanistica
- Doctor Virtualis - Rivista online di storia della Filosofia medievale
- Chiasmi International - Pubblicazione trilingue intorno al pensiero di Merleau-Ponty
- De Musica - Annuario in divenire a cura del Seminario Permanente di Filosofia della Musica
- Interlingvistikaj Kajeroj - Rivista online di interlinguistica e filosofia dei linguaggi artificiali
- Itinera - Rivista online di Filosofia e di Teoria delle Arti e della Letteratura
- Magazzino di filosofia
- Nóema - Rivista diretta da Carlo Sini e Rossella Fabbrichesi
- Quaderno di filosofia antica
- Rescogitans - Filosofia e Scienze Umane
- Snippets - Rivista di linguistica

Projets de recherche
- Girolamo Cardano. Strumenti per la storia del Rinascimento
- Neurophilosophy. Research in Philosophy of Neuroscience
- Moregeometrico
- Hermesnet - Il portale di Filosofia
- Leitmotiv - Motivi di estetica e di filosofia delle arti
- Spazio filosofico
- Centro Ricerche Immanuel Kant / Immanuel Kant Forschungsstelle

Associations
- artEstetica
- Associazione Pragma
- Kant in Italia
- Società Filosofica Italiana
- Società italiana di Logica e di Filosofia delle scienze
- Centro di Judaica Goren Goldstein

## Relations internationales
L'université de Milan a actuellement en place plus de 400 accords de collaboration scientifique et didactique dans un contexte international. Pour mieux suivre leurs développements, le domaine des relations internationales a été divisé en deux grands domaines : recherche et formation. Cette approche permet à l'université de mieux gérer les relations avec les universités, publiques et privées, ainsi qu'avec les entreprises étrangères.

## Rang international
- 1re place en Italie, 365e en Europe (The Leiden Ranking – université de Leyde, 2014, size independent ranking), 169e en Europe (The Leiden Ranking, université de Leyde, 2014, size dependent ranking)
- Entre la 1re et la 5e place en Italie, entre la 33e et la 58e place en Europe, entre la 151e et la 200e place dans le monde (Academic Ranking of World Universities 2015 - Shanghai Jiao Tong University).
- 1re place en Italie, 38e en Europe, 101e dans le monde (Council of Taiwan, 2014).

## Personnalités liées à l'université

### Professeurs
- Girolamo Tiraboschi (1731-1794), chaire d'Éloquence de 1755 à 1770.